# Доминик де Вилпен
Доминик Мари Франсоа Рене Галузо де Вилпен (фр. Dominique Marie François René Galouzeau de Villepin; рођен 14. новембра 1953. у Рабату, Мароко) је француски политичар, дипломата и писац.
Близак сарадник Жака Ширака, био је генерални секретар председништва Републике Француске (1995-2002), министар спољних послова (2002-2004), затим министар унутрашњих послова (2004-2005) у Влади Жан-Пјер Рафарена. Именован је за председника Владе од стране Жака Ширака 31. маја 2005. године. Након оптужбе за аферу Clearstream, Доминик де Вилпен одбија да се кандидује на председничким изборима 2007. и напушта функцију председника Владе 15. маја 2007. године.
Бивши је члан партије Унија за народни покрет. 22. марта 2010. године је објавио да ће формирати нову политичку партију у циљу да понуди алтернативу Николи Саркозију на председничким изборима 2012. године. Нова партија, Солидарна република, је формално основана 18. јуна, на 70 година од де Головог позива 18. јуна 1940. године.
Својим лирским текстовима и страшћу према Француској, де Вилпен је 2001. године добио награду за своју књигу Les Cent-jours, ou L'esprit de sacrifice, у којој пише о последњих 100 дана Наполеонове владавине. Писао је поезију, књигу о поезији и неколико историјских и политичких есеја, заједно са студијом о Наполеону.

## Биографија

### Порекло породице
Доминик Мари Франсоа Рене Галузо де Вилпен је син Хавијера Галузо де Вилпена, француског центристичког сенатора и првог саветника Административног трибунала.
Доминик де Вилпен је далеког аристократског порекла, потиче из племства. Директан је потомак у четвртој генерацији Марије Еугеније де Блер де Балтјок, бароноице Севалда (1815-1896) и бивше становнице замка Шатонеф на Лоари.